# Elia I di Périgord
Elia I de la Marche, Helie in francese (prima metà del X secolo – Villebois, 975), fu Conte di Périgord dal 974 circa alla sua morte; fu il capostipite del casato di La Marche nella contea di Périgord.

## Origine
Secondo il Miracula Sancti Benedicti Elia era figlio primogenito del conte di conte di Marche, Bosone I il Vecchio e della moglie (come ci riferisce la Cronaca di Ademaro di Chabannes') Emma di Périgord, figlia (nel testo è definita erroneamente sorella) di Bernardo I, conte di Angoulême e di Périgord (come ci riferisce la Historia Pontificum et Comitum Engolismensis, al capitolo XVIII) e della prima moglie Berta.
Secondo il Chronicon sancti Maxentii Pictavensis, Chroniques des Eglises d'Anjou Bosone era figlio del conte di Charroux, Sulpicio mentre della madre non si conoscono né il nome né gli ascendenti (secondo lo storico francese, specializzato nella genealogia dei personaggi dell'Antichità e dell'Alto Medioevo, Christian Settipani poteva essere una figlia del Visconte di Limoges, Adalberto e di sua moglie Deda).

## Biografia
Di Elia si hanno scarse notizie: secondo la Historia Pontificum et Comitum Engolismensis, Elia (viene citato assieme al fratello Adalberto) succedette alla zio (fratellastro di sua madre, Emma) Rainulfo di Périgord, conte di Angoulême e di Périgord; nel paragrafo 25 della Cronaca di Ademaro di Chabannes' Elia viene citato come conte di Perigord (Helias Petragoricensi comite).
Suo padre Bosone, conte de La Marche, dal 955 circa (in un documento, datato 958, del Bulletin de la Société archéologique et historique du Limousin, Bosone viene citato come Bosonis marchionis) secondo il paragrafo XVI del Miracula Sancti Benedicti spinse Elia ad attaccare il visconte Geraldo di Limoges, e dopo aver ottenuto con doni e con preghiere l'approvazione del suo signore, il conte di Poitiers e duca d'Aquitania, Guglielmo Braccio di Ferro o Fortebraccio, lo mise sotto assedio nel castello di Brousse (Creuse); in soccorso di Geraldo accorse il figlio Guido, che riuscì a sconfiggere e mettere in fuga gli assedianti; secondo Ademaro di Chabannes, Elia aveva catturato ed accecato Ebulo, trentanovesimo successore di Marziale di Limoges nella Diocesi di Limoges, per cui aveva dovuto combattere contro Geraldo e suo figlio Guido, e dopo averli, in un primo tempo, sconfitti, fu poi battuto e catturato assieme a suo fratello Adalberto ed imprigionati a Montignac, e con l'approvazione di Guglielmo Braccio di Ferro o Fortebraccio, Elia avrebbe dovuto essere accecato; Elia riuscì a fuggire dalla prigionia e decise di fare un pellegrinaggio a Roma; ma poco dopo trovò la morte a Villebois, sulla via di Roma; la morte di Elia, nel 975, a Villebois, viene ricordata anche dagli Ademari Historiarum liber III, che ricordano anche che il fratello di Elia, Gausberto] ( † prima del 997, in quella data un altro fratello, Bosone II, garantì dei privilegi all'abbazia di Uzerche, anche in suffragio della sua anima), fu fatto accecare dal conte di Poitiers e duca d'Aquitania, Guglielmo Braccio di Ferro o Fortebraccio, al posto di Elia. Dato che Elia non aveva eredi, gli succedette nel Perigord il fratello secondogenito Adalberto.

## Discendenza
Di Elia non si conosce alcuna discendenza.

### Fonti primarie
- (LA)  Chronicon sancti Maxentii Pictavensis, Chroniques des Eglises d'Anjou.
- (LA)  Chronique / Ademar de Chabannes.
- (LA)  Bulletin de la Société archéologique et historique du Limousin.
- (LA)  Historia Pontificum et Comitum Engolismensium.
- (LA)  Monumenta Germaniae Historica, Scriptores, tomus IV.
- (LA)  Miracula Sancti Benedicti.
- (LA)  Cartulaire de l'abbaye d'Uzerche (Corrèze).